# (10014) Shaim
(10014) Shaim – planetoida z pasa głównego asteroid okrążająca Słońce w ciągu 3 lat i 292 dni w średniej odległości 2,43 j.a. Została odkryta 26 września 1978 roku. Przed nadaniem nazwy planetoida nosiła oznaczenie tymczasowe (10014) 1978 SE3.